# 小菅怜衣
小菅 怜衣（こすげ れい、1994年9月20日 -）は、日本の女優、タレント。
アイドルユニットQamの2期メンバー。
サンズエンタテインメントを退所後、フリーランスとして舞台を中心に活動している。
東京都出身。

## 人物
- 愛称は小菅、こすげ。
- 小学校3年生から中学3年まで吹奏楽部でフルートを担当[4]。
- 高校は音大付属校で合唱部に所属し、NHK合唱コンクール東京大会出場や全日本合唱コンクールで銀賞受賞の経験がある[4]。
- 芸術系の大学で演劇を学ぶ[4]。
- 趣味はドラえもんグッズ集め、ダンス[5]、カメラ。
- 推しキャラはドラえもんとおでかけ小ザメ[6]。
- 好きなポテトチップは、湖池屋PURE POTATOじゃがいも心地 トリュフと岩塩。
- トイレットペーパーはダブル派。
- アサルトリリィ×私立ルドビコ女学院シリーズにメインキャストとして出演している。
- 元祖プロリリィ
- 舞台『密室』Case3「ミス・ホームズの婉麗奇譚〜縛〜」（9月6日－9月8日、ステージカフェ下北沢亭）にて初主演を務める[7]

## 出演

### 舞台・朗読劇

#### 2013年
- 東京俳優市場2013冬 第1話「まちあるき」（11月20日 - 24日、笹塚ファクトリー）[8]

#### 2014年
- 演劇集団Rock×Lock旗揚げ公演「百鬼繚乱〜白夜明刻〜」（7月31日 - 8月3日、参宮橋トランスミッション）- お光 役[9]
- NoTitle プロデュース公演 #1「ナツノオト」（9月11日 - 14日、遊空間がざびぃ）[10]
- 演劇集団Rock×Lock「百鬼繚乱〜黄塵塗騒〜」（11月28日 - 30日、中野スタジオあくとれ） - 市之丞 役[11]

#### 2015年
- NoTitle プロデュース公演 #2「ユメノコエ」（1月15日 - 18日、遊空間がざびぃ）[10]
- バルスキッチンプロデュースvol.一舞台『大江呂温泉物語』（10月16日 - 10月19日、劇場ほっぢポッヂ）
- TRIBE 1stプロデュース公演『ToRow〜二匹の狼〜』（11月11日-15日、新宿村LIVE） - 蘭 役 [12]

#### 2016年
- アサルトリリィ×私立ルドビコ女学院　vol.1「シュベスターの祈り」（4月16日 - 24日、サンモールスタジオ）- 佐伯・ジュリア・花蓮 役[13]
- オハヨウ劇場40分!「『おはよう』は恋のおまじない」（7月1日 - 11月30日、CAVE de CINQ/Cafe 5|サンクGINZA）
- fragment edge No.4「うみがめくれる -inversion-」（8月3日 - 7日、THEATER SPACE雑遊）[14]
- アサルトリリィ×私立ルドビコ女学院 vol.2「シュベスターの秘密」（9月16日 - 25日、サンモールスタジオ）[15]

#### 2017年
- SANETTY Produce「TERMINAL」（1月18日 - 22日、新宿村LIVE）[16]
- アサルトリリィ×私立ルドビコ女学院 vol.3「シュベスターの誓い」（3月1日 - 5日、ザ・ポケット）[17]
- スクランブルMACプロデュース企画「演劇実験－アクトラボ－」（7月30日、高円寺パンディット） - 被験者No.3 役[18]
- 聖地ポーカーズ魄/hack 舞台版「ハコオンナ」（8月9日-13日、築地本願寺ブディストホール） - ハコオンナ 役 [19]

#### 2018年
- アサルトリリィ×私立ルドビコ女学院×人狼TLPT「人狼TLPTS 「未来への十字架」」（2月7日 - 12日、新宿村LIVE）- 佐伯・ジュリア・花蓮 役[20]
- ブリッシュランド 第一回公演「下賤の天」supportted by まけんグミ（7月11日- 16日、新宿シアターモリエール）[21]
- アサルトリリィ×私立ルドビコ女学院「白きレジスタンス〜約束の行方〜」（9月21日 - 27日、シアターグリーン BIG TREE THEATER） - 佐伯・ジュリア・花蓮 役[22]

#### 2019年
- アサルトリリィ×私立ルドビコ女学院×人狼TLPT「人狼TLPTS 未来への十字架Ⅱ」（2月8日 - 17日、萬劇場）- 佐伯・ジュリア・花蓮 役[23]
- 舞台「サゼン」（5月22日 - 26日、渋谷伝承ホール） - 華チーム[24]
- Nemeton「暁の帝〜朱鳥の乱編〜」（6月13日 - 23日、シアターグリーン BIG TREE THEATER）- 藍チーム [25]
- アサルトリリィ×私立ルドビコ女学院「白きレジスタンス〜真実の刃（やいば）〜」（11月29日 - 12月3日、新宿村LIVE） - 佐伯・ジュリア・花蓮 役[26]

#### 2020年
- ピウス企画「オールドメイド」（11月26日 - 12月6日、ザ・ポケット） - 新井友香 役[27]

#### 2021年
- アサルトリリィ×私立ルドビコ女学院「シュベスターの祈り[28]」（5月28日 - 6月6日、シアターグリーン BIG TREE THEATER） - 佐伯・ジュリア・花蓮 役[29]
- アサルトリリィ×私立ルドビコ女学院「シュベスターの秘密」（10月15日 - 24日、ザ・ポケット） - 佐伯・ジュリア・花蓮 役[30]
- Daisy times produce「わたしがホームズなのに」（4月17日 - 21日、萬劇場） - 蘭 陽彩 役

#### 2022年
- 舞台「アサルトリリィ Lost Memories」（1月23日 - 30日、サンシャイン劇場） - 芹沢千香瑠 役[31][注 1]
- 桃太郎が恋をした!?（3月18日 - 21日、本所松坂亭劇場）- 岡部姫 役
- ToyLateLie 仮設公演Vol.3「こんなとこにも探偵the file零」（4月27日 - 5月1日、高島平バルスタジオ）- 宮禅衣留代 役
- アサルトリリィ×私立ルドビコ女学院 vol.8「白きレジスタンス〜約束の行方〜」（6月30日 - 7月6日、こくみん共済coopホール／スペース・ゼロ） - 佐伯・ジュリア・花蓮 役[33]
- カラスカ公演「ヘクセンクロイツ～魔女の十字架～」（7月20日 - 24日、TACCS1179） - イザベラ・バウアー 役[34]
- アサルトリリィ×私立ルドビコ女学院「LIVE SHOW」（9月8日 - 18日、博品館劇場） - 佐伯・ジュリア・花蓮、福嶋律 役[35]
- ピウス×De-LIGHT「ミライの扉」（11月18日、ザ・ポケット） - 日替わりゲスト
- EXE.ROCK EntertainmentVol.1 ワスルカ（11月30日 - 12月4日、テアトルBONBON）-間田 杏菜 役
- melt//Planet「死神自営業」（12月22日 - 25日、シアターグリーン base theater） - エミ/ルミ 役

#### 2023年
- T-gene stage「嘘つき」（1月18日 - 22日、すみだパークシアター倉）- 須藤ミキ 役
- EXE.ROCK Entertainment vol.2「向日葵の非日常」（3月15日 - 21日、ザ・ポケット） - 伊万里奈津 役[36]
- Daisy times produce「プリンセスだって～シンデレラと白雪姫は、暗い塔の中で美女に出逢った～」（4月12日 - 16日、萬劇場） - マレーン姫 役[37]
- 合同会社Dostres「あの日はライオンが咲いていた2023」（5月10日 - 14日、シアターグリーン BOX in BOX THEATER） - 美智留 役[38]
- 女優ユニットぽりこぴー Produce公演 Vol.3 「Travel×Trip×Tour」FINAL!!（5月26日 - 28日、新宿スターフィールド）[39]
  - 「Pinocchio〜ピノチオ〜」 - 幸子 役
  - 「ようこそ熱岡荘へFinal〜ありがとう、熱岡荘〜」 - 猿2 役
- ラジカルアクションショー「らじかるカセット」（6月9日 - 11日、ウエストエンドスタジオ）[40]
- アサルトリリィ×私立ルドビコ女学院「白きレジスタンス〜真実の刃〜」（8月19日 - 23日、大手町三井ホール） - 佐伯・ジュリア・花蓮 役[41] [42]
- アサルトリリィ「リリィコレクション2023 御台場女学校 with 私立ルドビコ女学院」（8月26日 - 27日、大手町三井ホール） - 佐伯・ジュリア・花蓮、福嶋律 役[43]
- 小菅怜衣プロデュース公演「ボクから君におくるもの」（9月20日 - 25日、コフレリオ新宿シアター） - はる 役 [44]
- img Act6「片思いの天使たち」（11月1日 - 5日、ザ・ポケット） - 貫井今日子 役 [45] [46]

#### 2024年
- T-gene stage「コトの葉」（1月18日 - 28日、すみだパークシアター倉）- コトチーム 野村ハルカ 役[47][48]
- T-gene stage「囚われた5人？」（4月27日、studio ZAP！）- 日替わりゲスト 看守 役[49][50]
- 外組特別番外公演vol.２『亀屋ミュージック劇場』（5月22日－5月26日、浅草九劇）[51]
- 蜻蛉の住む家（2024年6月14日、テアトルBONBON）－ 日替わりゲスト[52]
- 放課後ビアタイム〜16次会〜『魔女の隣の物の怪の墓三世』（8月17日、赤坂CHANCEシアター）－ 日替わりゲスト[53]
- 舞台『密室』Case3「ミス・ホームズの婉麗奇譚〜縛〜」（9月6日－9月8日、ステージカフェ下北沢亭）－  シャーロック・ホームズ 役[54]
- T-gene Stage『Episode 犬紀村〜MOMOTARO〜』（10月23日－10月27日、六行会ホール）- モカ 役 [55] [56]
- 舞台「アサルトリリィ・イルマ女子美術高校」-The Bond with the White Rose-（12月5日－12月15日、、こくみん共済coopホール／スペース・ゼロ） - 佐伯・ジュリア・花蓮 役[57]

#### 2025年
- 朗読劇「imgReading1　放課後に星はみえるか」（2月21日－2月24日、CBGKシブゲキ!!） - 辻尾英胡 役[58]
- BE WOOD LIVE Produce『ミス・ホームズの婉麗奇譚 〜貌〜 』（4月2日－4月6日、テアトルBONBON） - 宝栖沙羅（ミス・ホームズ） 役[59][60][61]
- 小菅怜衣プロデュース公演第二弾「初恋雨 〜恋々と、募る思い〜」（6月4日 - 6月8日、劇場MOMO） - アメ 役 [62]
- 没入アトラクション『選ぶ軌跡オービットC.C.』（7月23日、25日、8月1日、8日、9日、15日、22日、27日、29日、9月5日、6日、13日、SMALL WORLDS） - サキ凰久万 役 [63]
- カラスカ公演「奥様な魔女」（9月24日 - 28日、恵比寿・エコー劇場）- 猫宮マロン 役[64] [65]

### テレビドラマ
- 警視庁・捜査一課長 スペシャル6（2019年10月13日、テレビ朝日系列）- 君野瑠奈 役[66]
- He/Meets オリジナルドラマ「ぼくのかぞく。」（2023年4月5日 - 6月21日、TOKYO MX・BS日テレ他）[67]

### 映画
- 映画『 南瓜とマヨネーズ 』（2017年11月11日公開）

### テレビ番組
- くりぃむしちゅーの掘れば掘るほどスゴイ人 再現VTR（2017年9月4日、日本テレビ）- 松本 薫 役[68]
- NEO決戦バラエティ キングちゃん（2018年1月16日、テレビ東京）- 第2回冷やし漫才王決定戦 ターゲット[69]
- 上田晋也の日本メダル話 金メダリスト大集合SP2 再現VTR（2020年4月12日、日本テレビ）- 松本 薫 役[70]
- オールスター感謝祭2022秋（2022年10月1日、TBS）- アシスタント[71]
- オールスター感謝祭2023春（2023年4月8日、TBS） - アシスタント[72]

### CM
- アサヒ飲料「カルピス」由来の乳酸菌 届く強さの乳酸菌 W（ダブル）プレミアガセリ菌CP2305（2021年 - ）[73]
- 玉川衛材株式会社「Femilute」フェルミテ デリケートゾーン SOS（2024年 - ）
- 株式会社クラレ Web CM「広報担当 クラレちゃん」シリーズ「就任」篇[74] [75]、「エバール®」篇[76][77]（2024年 - ）センパイ社員 役[78]

### イベント

#### 2022年
- img「谷口航季生誕イベント『華麗なる逆襲』」（8月3日、劇場MOMO）[79]
- T-gene presents「session vol.22」（8月13日、MUSEモード音楽学院本館）[80]
- こすげとまえだ展（8月28日、UPSTAIRS GALLERY 代官山）[81]
- 小菅怜衣 バースデー写真集発売記念写真展0（9月20日 - 25日、飯倉片町アネックス 6階）[82]
- 中村裕香里 BIRTHDAY EVENT 第2部ゲスト（10月22日、MUSEモード音楽院本館）[83]
- ピウス「アサルトリリィ×私立ルドビコ女学院 LIVESHOW」上映会&トークイベント（11月15日、中野ザ・ポケット） - 司会[84]
- ピウス「舞台『オールドメイド』上映会&トークイベント」（11月15日、中野ザ・ポケット） - 司会[85]
- 遠藤三貴☆生誕祭〜30歳になったので年齢非公開にします。〜 第2部ゲスト（11月20日、πTOKYO）[86]
- ありとろの、お茶のじかん〜ありとろ初のカフェに挑戦！？〜（11月23日、Cafe nt）[87]
- ピウス「『アサルトリリィ・私立ルドビコ女学院・御台場女学校』上映会&トークショー」（12月13日・19日、中野ザ・ポケット）[88]
- gekichap 「うたう！役者100人展！！」 モデル （12月23日 - 27日、東京芸術劇場 ギャラリー2 & アトリエウエスト）[89]
- img「イメパ!! ~image Party~2022 in WINTER❄️」（12月27日、ステージカフェ下北沢亭）[90]

#### 2023年
- gekichap 「うたう！役者100人展！！」 モデル （1月4日 - 9日、東京芸術劇場 ギャラリー2 & アトリエウエスト）（1月31日 - 2月5日、京都・同時代ギャラリー ギャラリー＆ギャラリービス＆コラージュブリュス）[91]
- 「舞台『嘘つき』前夜祭」 第1部・第2部 （1月8日、MUSEモード音楽院本館）[92]
- 図ったん×ひょったん vol.11（2月25日、MsmileBOX渋谷）[93]
- 甲斐千尋 10th　Anniversary & Birthday Event 第1部ゲスト (2月26日、大塚ドリームシアター)[94]
- T-gene presents「T-gene学園 vol.3『おしえて、図師先生』〜日直：田中彪〜」（4月2日、MUSEモード音楽院本館）[95]
- あすまいフェス vol.7〜春眠暁を覚えず〜（4月22日、赤坂CHANCEシアター） - ゲスト[96]
- ありとろのすうぷやさん「すうぷやさんありとろげday」（4月30日、Cafe nt）[97]
- 梅原サエリ バースデーイベント 第1部・第2部ゲスト（5月20日、MsmileBOX渋谷）[98]
- T-gene presents「session vol.26」（6月17日、MUSEモード音楽院本館）[99]
- 山﨑悠稀 誕生日イベント『Are YUU Ready ～Birthday2023～』 第2部ゲスト（6月24日、赤坂CHANCEシアター）[100]
- 合同会社Dostres「舞台アサルトリリィ　私立ルドビコ女学院×御台場女学校 展示会 『Lily Memory』トークショー」（6月27日、渋谷ギャラリー・ルデコ）
- EXE.ROCK.Entertainment Vol.1「舞台『ワスルカ』ファン感謝トークイベント」（7月1日、大塚ドリームシアター）[101]
- 『あすまいフェスvol.8〜夏祭り&今出舞生誕祭〜』（7月15日、大塚ドリームシアター）- 『夏祭り』第2部ゲスト[102]
- 舞台「アサルトリリィ」ルド女・リリコレ予備校復習講座　（9月2日、LOFT9 Shibuya）[103]
- ありとろの、浪漫。（9月30日、赤坂CHANCEシアター）- 1部・2部ゲスト[104]
- ピウス「『アサルトリリィ』上映会&トークショー」（10月19日・24日、中野ザ・ポケット）[105] [106]
- 第弐回 青柳総長会『仏恥義理』（10月28日 - 29日、赤坂CHANCEシアター）[107]
- 1日店長イベント『Bar Capri』（12月3日）[108]
- 七海とろろBIRTHDAY EVENT（12月16日、池袋AK）- 第2部ゲスト [109]
- 高円寺パンディット『高円寺大作戦vol.35』（12月18日、高円寺PUNDIT）[110]

#### 2024年
- T-gene stage『舞台「コトの葉」前夜祭』（1月7日、Msmile BOX渋谷）- 第1部、第2部、第3部[111]
- T-gene stage『舞台「コトの葉」後夜祭』（2月12日、ブルースクエア四谷）- 第3部[112]
- 甲斐千尋  BIRTHDAY EVENT 2024 第2部ゲスト (2月17日、大塚ドリームシアター)[113][114]
- 1日店長イベント『Bar Capri』（2月18日）[115]
- 小菅怜衣1日店長イベント(（3月28日-3月29日、EVENT BAR Pulyum）[116]
- \ ありーの、撮影研究部！ vol.01 /(（4月13日、国営昭和記念公園）－ ゲスト[117]
- T-gene stage『舞台「囚われた5人？」後夜祭』（5月11日、Msmile BOX渋谷）- 第1部[118]
- 『ぷちかるカセット』（6月23日、ESPOIR）[119]
- \ ありーの、撮影研究部！ vol.03 /(（6月29日、レインボー倉庫 スタジオ）－ モデル・アシスタント[120]
- 私が初めてスパイだと疑われた日 Ep.03 （7月14日、秋葉原ハンドレッド2）[121]
- 『ウチクリ准教授の演劇研究室』 三時限目 女優論 （7月20日、レインボー倉庫 スタジオ）－ 来賓教授 [122]
- こすちーの夏休み🌻  （8月24日）[123]
- 小菅怜衣30thBirthdayParty(（9月20日、EVENT Cafe&Bar Palette）[124]
- Kosuge Rei 30th Anniversary Event（9月21日-22日、@ 池袋西口GEKIBA）[125]
- T-gene Stage『Episode 犬紀村〜MOMOTARO〜』前夜祭（10月12日、アトリエファンファーレ東池袋）- 第1部、第2部、第3部[126]
- こすちーの夏休み 番外編 秋のバーベキュー（11月9日）[127]
- 舞台「アサルトリリィ」イルマ予備校事前学習講座　（11月16日、LOFT9 Shibuya）[128]

#### 2025年
- 私が初めてスパイだと疑われた日 Ep.05 （1月18日、高円寺スタジオＫ）[129]
- アサルトリリィトークイベント　イルマ女子美術高校編振り返りトークショー 第1部（1月19日、秋葉原ハンドレッド2)[130]
- img「イメパ!! 2025 in January🎍」2部（1月19日、ステージカフェ下北沢亭）[131]
- 甲斐千尋 BIRTHDAY EVENT 2025 -ゲストMC (2月9日、大塚ドリームシアター)[132]
- GAME×ACTOR ゲーム&トークファンミーティングイベント（2月15日、ダイニングバー 麦ノ音）[133]
- あざまつやぎ-2日目ゲスト（2月16日、Special Colors） [134]
- 記者会見イベント　〜小菅プロデュース 第二弾〜（3月9日、TIME SHARING 四谷 ９B）[135]
- スタジオユカリ 番外編！-ゲスト（3月24日）[136]
- こすちーの春休み〜お散歩撮影会〜（4月27日）[137]
- 『けだるいふたり。』 -第2部ゲスト（4月29日、赤坂CHANCEシアター）[138]
- 船岡咲のさきっちょとちょっとひといき-ゲスト（5月6日、WALLOP STUDIO）[139][140]
- 直前イベント 舞台『初恋雨』（5月18日、秋葉原ハンドレッド2）[141]
- Afterイベント 舞台『初恋雨』（6月14日、アトリエファンファーレ高円寺）[142]
- MAI IMADE Birthday Event Day2. Show time 1部・2部 ゲスト（6月28日、赤坂CHANCEシアター）[143]
- イメパ!! 2025 in June （6月29日、高円寺StudioK 1Fスタジオ）[144]
- 『ミス・ホームズの婉麗奇譚 〜貌〜 』DVD発売記念イベント （7月13日、下北沢亭ステージカフェ）[145]
- 『ウチクリ准教授の演劇研究室』 2日目 3時限目 女優論B （7月20日、レインボー倉庫 スタジオ）－ 来賓教授 [146]
- Shiori Muto Birthday event～いい大人ですが、プリンセスにならせてください〜 第2部ゲスト（7月21日、@池袋西口GEKIBA）[147]
- 「爆イケハイスクール！！」 （7月27日、下北沢亭ステージカフェ）[148]
- 津田幹土バースデーBar イベント - ゲスト（8月10日、B-glad）[149]
- 「夏のスナック遠藤〜暑は夏いねぇ🌻」（8月30日） - ゲスト[150]
- 「小菅BE2025」（9月14日、下北沢亭ステージカフェ） [151]

### ライブ

#### 2024年
- 舞台アサルトリリィ生演奏バンドライブ『Lily Scramble!!!! -春の合同音楽祭-』（2024年4月18日 - 19日、東京キネマ倶楽部） [152]

### MV

#### 2024年
- 【Daisy745】「サヨナラ雨模様」[153]